# Pyrellia kuhlowi
Pyrellia kuhlowi är en tvåvingeart som beskrevs av Zielke 1971. Pyrellia kuhlowi ingår i släktet Pyrellia och familjen husflugor.
Artens utbredningsområde är Tanzania. Inga underarter finns listade i Catalogue of Life.